# Bobsleigh aux Jeux olympiques de 2010 - Bob à deux femmes
Navigation
Turin 2006 Sotchi 2014
L'épreuve de bobsleigh à deux féminin des Jeux olympiques d'hiver de 2010 a lieu les 20 et 24 février 2010 à Whistler. Les Canadiennes Kaillie Humphries et Heather Moyse remportent l'épreuve devant leurs compatriotes Helen Upperton et Shelley-Ann Brown et les Américaines Erin Pac et Elana Meyers.

## Médaillés
| Or                                     | Argent                                  | Bronze                           |
| Canada Kaillie Humphries Heather Moyse | Canada Helen Upperton Shelley-Ann Brown | États-Unis Erin Pac Elana Meyers |

## Résultats
Les dix-huit meilleures équipes des trois premières manches sont qualifiées pour la manche finale.
| Rang                                | Dossard | Pays                    | Athlètes                               | Manche 1   | Manche 2   | Manche 3   | Manche 4 | Total         | Retard  |
| ----------------------------------- | ------- | ----------------------- | -------------------------------------- | ---------- | ---------- | ---------- | -------- | ------------- | ------- |
| Médaille d'or, Jeux olympiques      | 2       | Canada (CAN-1)          | Kaillie Humphries Heather Moyse        | 53 s 19 TR | 53 s 01 TR | 52 s 85 TR | 53 s 23  | 3 min 32 s 28 | +0 s 00 |
| Médaille d'argent, Jeux olympiques  | 5       | Canada (CAN-2)          | Helen Upperton Shelley-Ann Brown       | 53 s 50    | 53 s 12    | 53 s 34    | 53 s 17  | 3 min 33 s 13 | +0 s 85 |
| Médaille de bronze, Jeux olympiques | 6       | États-Unis (USA-2)      | Erin Pac Elana Meyers                  | 53 s 28    | 53 s 05    | 53 s 29    | 53 s 78  | 3 min 33 s 40 | +1 s 12 |
| 4                                   | 1       | Allemagne (GER-1)       | Sandra Kiriasis Christin Senkel        | 53 s 41    | 53 s 23    | 53 s 58    | 53 s 59  | 3 min 33 s 81 | +1 s 53 |
| 5                                   | 9       | États-Unis (USA-3)      | Bree Schaaf Emily Azevedo              | 53 s 76    | 53 s 33    | 53 s 56    | 53 s 40  | 3 min 34 s 05 | +1 s 77 |
| 6                                   | 4       | États-Unis (USA-1)      | Shauna Rohbock Michelle Rzepka         | 53 s 73    | 53 s 36    | 53 s 53    | 53 s 44  | 3 min 34 s 06 | +1 s 78 |
| 7                                   | 7       | Allemagne (GER-3)       | Claudia Schramm Janine Tischer         | 53 s 65    | 53 s 57    | 53 s 81    | 53 s 65  | 3 min 34 s 68 | +2 s 40 |
| 8                                   | 11      | Pays-Bas (NED-1)        | Esmé Kamphuis Tine Veenstra            | 53 s 81    | 53 s 59    | 54 s 09    | 53 s 65  | 3 min 35 s 14 | +2 s 86 |
| 9                                   | 14      | Russie (RUS-1)          | Anastasia Skulkina Elena Doronina      | 54 s 38    | 53 s 64    | 54 s 08    | 53 s 83  | 3 min 35 s 93 | +3 s 65 |
| 10                                  | 12      | Suisse (SUI-2)          | Fabienne Meyer Hanne Schenk            | 54 s 04    | 54 s 27    | 54 s 00    | 53 s 82  | 3 min 36 s 13 | +3 s 85 |
| 11                                  | 13      | Grande-Bretagne (GBR-1) | Paula Walker Kelly Thomas              | 54 s 19    | 53 s 58    | 54 s 47    | 53 s 94  | 3 min 36 s 18 | +3 s 90 |
| 12                                  | 8       | Suisse (SUI-1)          | Sabina Hafner Caroline Spahni          | 54 s 18    | 54 s 70    | 53 s 87    | 54 s 09  | 3 min 36 s 84 | +4 s 56 |
| 13                                  | 16      | Italie (ITA-1)          | Jessica Gillarduzzi Laura Curione      | 54 s 15    | 54 s 37    | 54 s 40    | 54 s 11  | 3 min 37 s 03 | +4 s 75 |
| 14                                  | 18      | Belgique (BEL-1)        | Elfje Willemsen Eva Willemarck         | 54 s 27    | 54 s 40    | 54 s 64    | 54 s 17  | 3 min 37 s 48 | +5 s 20 |
| 15                                  | 17      | Roumanie (ROU-1)        | Carmen Radenovic Alina Vera Savin      | 54 s 41    | 54 s 46    | 54 s 82    | 54 s 58  | 3 min 38 s 27 | +5 s 99 |
| 16                                  | 20      | Japon (JPN-1)           | Manami Hino Konomi Asazu               | 54 s 64    | 54 s 78    | 54 s 65    | 54 s 31  | 3 min 38 s 38 | +6 s 10 |
| 17                                  | 19      | Irlande (IRL-1)         | Aoife Hoey Claire Bergin               | 55 s 04    | 54 s 49    | 54 s 73    | 54 s 58  | 3 min 38 s 84 | +6 s 56 |
| 18                                  | 15      | Russie (RUS-2)          | Olga Fiodorova Yulia Timofeeva         | 54 s 40    | 55 s 21    | 54 s 40    | 57 s 39  | 3 min 41 s 40 | +9 s 12 |
| 19                                  | 21      | Australie (AUS-1)       | Astrid Loch-Wilkinson Cecilia McIntosh | 54 s 85    | 54 s 66    | 55 s 16    |          | 2 min 44 s 67 |         |
|                                     | 10      | Grande-Bretagne (GBR-1) | Nicola Minichiello Gillian Cooke       | 53 s 85    | 53 s 73    | 55 s 87    | DNS      |               |         |
|                                     | 3       | Allemagne (GER-2)       | Cathleen Martini Romy Logsch           | 53 s 28    | 53 s 32    | 53 s 39    | DSQ      |               |         |